# Tattoo Kulture Magazine
Das Tattoo Kulture Magazine war eine deutsche Fachzeitschrift für Tattoos und Körperkunst, es erschien von 2013 bis 2022 sechsmal jährlich, seit 2022 quartalsweise mit einer durchschnittlichen Druckauflage von 20.000 Exemplaren.

## Geschichte und Inhalte
Das Tattoo Kulture Magazine erschien erstmals am 17. Dezember 2013. Es wurde zunächst von der Paranoia Publishing Group herausgegeben, seit Mitte 2018 wurde der Verlag von Ungemach Publishing übernommen. Das Magazin berichtete nach eigenen Angaben über authentische Tattoos, ohne dabei aktuelle Entwicklungen zu vernachlässigen. Es wurde „Aus der Szene für die Szene berichtet“, oldschool Attitude gepaart mit handwerklichem Können stand im Mittelpunkt der Berichte. Das Magazin gab Einblicke jenseits des Tätowierens von etablierten Künstlern und auch Newcomern.
In der Ausgabe Nr. 32 vom 12. April 2019 veröffentlichte das Tattoo Kulture Magazine, in Zusammenarbeit mit dem Institut für deutsche Tattoo-Geschichte, einen wissenschaftlichen Bericht über den Tattoo-Pionier Horst H. Streckenbach. Das Magazin begann damit eine Serie mit historischen Informationen und leistet einen Beitrag zur deutschen Tattoo-Geschichte. In der Ausgabe 42-Januar/Februar 2021, berichtete der Tattoo-Forscher Manfred Kohrs über Tätowierungen in der bildenden Kunst des späten 20. Jahrhunderts.
Nach der 51. Ausgabe wurde das Tattoo Kulture Magazine nicht mehr fortgesetzt und ohne Ankündigung eingestellt.

### Ausgaben (Auswahl)
- 20. Mai 2014: Issue No. 2: Paul Dobleman – Tattoo Farben.
- 23. Dezember 2014: Issue No. 6: No Pain No Gain – Wu Manchu, Alex Wild und Alex Knierer im Interview[4]
- 27. April 2015: Issue No. 8: Japan Traditionell – Tebori.
- 27. Juni 2016: Issue No. 15: ED HARDY – Kunstausstellung in Aachen.
- 23. August 2016: Issue No. 16: KAISERSTADT TATTOO EXPO AACHEN.
- 27. Juni 2017: Issue No. 21: Warlich, Finke, Wittmann – Auf den Wegen der Hamburger Tattoo Tradition.
- 29. August 2017: Issue No. 22: ALTE LIEBE ROSTET NICHT – Manfred Kohrs; GAT-Historie
- 19. Dezember 2017: Issue No. 24:  BÜCHERECKE: Karl Finke: Buch No. 3
- 20. Januar 2019: Issue No. 29: Bretter, die die Welt bedeuten 1. Dezember 2018 – 16. März 2019 Fort Notch, Marl
- 12. April 2019: Issue No. 32: Manfred Kohrs: Horst H. Streckenbach der vergessene Pionier. Eine historische Betrachtung; Jeff Kohl.
- 15. Juli 2019: Issue No. 33: Horikoi Der Erste; Manfred Kohrs: Herry Nentwig, Hüter des verlorenen Schatzes.
- 1. September 2019: Issue No. 34: Beyond Tradition; Manfred Kohrs: Streckenbach, Mentor der Tattoo-Jugend.
- 6. November 2019: Issue No. 35: Falk-Hagen Bernshausen, Sabrina Ungemach: Black Sabbath; Sabrina Ungemach: Die Tattoo-Forscher Dr. Ole Wittmann & Manfred Kohrs
- 30. April 2020: Issue No. 38: Gordon Klaus: Adrian Stacey – Traditional Japanese & Realismus aus Brighton; Manfred Kohrs, Heiko Gantenberg: Lyle Tuttle Tattoo Pioniere im Fort Notch.
- 10. Juni 2021: Issue No. 45:  Manfred Kohrs: Ove Skog „Doc Forest“ Schwedens Tattoo-Pionier.
- 30. Juli 2021: Issue No. 46: Manfred Kohrs: Die tätowierten Damen der Belle Époque. (Maud Arizona)
- 16. Februar 2022: Issue No. 49: Christa Appel: Tätowierkunst e. V.
- 28. Mai 2023: Issue No. 51: Manfred Kohrs: European Tattoo Artist Association 1980 Frankfurt.

## Rezeption
„Tattoo Kulture Magazine, das mit einer eher gediegenen Titel-Anmutung und einer orthografisch dezent abenteuerlichen Mischung aus Deutsch und Englisch den jungen, urbanen und vermutlich Vollbart tragenden Leser zu erreichen sucht“